# Victoria (Radsportteam)
Victoria war ein professionelles deutsches Radsportteam. Sponsor waren die Victoria-Werke aus Nürnberg, die Fahrräder und Motorräder herstellten.

## Geschichte
Die Victoria-Werke waren Mitglied im „Industrie-Verein“ des Deutschen Radfahrer-Bundes (DRB). Mitglieder des Vereins waren Unternehmen aus der Fahrradindustrie und Hersteller von Fahrradkomponenten, die als Sponsoren des Berufsradsports in Deutschland tätig waren. Das Ziel des Vereins war die Förderung des Berufsradsports.
Victoria stellte 1937 ein erstes Radsportteam für den Straßenradsport zusammen. In der ersten Saison fuhr die Mannschaft Siege bei den Eintagesrennen Berlin–Cottbus–Berlin und Rund um Dortmund durch Willy Kutschbach ein. Kutschbach holte auch einen Etappensieg in der Deutschland-Rundfahrt. Hans Martin gewann 1938 die Meisterschaft von Zürich und eine Etappe in der Tour de Suisse. François Neuens siegte 1941 im Etappenrennen Echarpe d’Or und 1942 in der Luxemburg-Rundfahrt. 
In der Saison 1944 hatte das Radsportteam die Nationalität „Luxemburg“, da in Deutschland bedingt durch den Krieg keine Straßenradrennen mehr stattfanden.
Nach dem Zweiten Weltkrieg nahm Victoria das Engagement im Berufsradsport 1958 wieder auf. Der Schweizer Walter Bucher gewann bei den UCI-Bahn-Weltmeisterschaften das Steherrennen. 1958 und 1959 gewann Heinz Jakobi die Deutsche Meisterschaft im Steherrennen. Zum Ende der Saison 1961 zog sich Victoria aus dem Radsport zurück.

## Erfolge
1937
- eine Etappe Internationale Deutschland-Rundfahrt
- Berlin–Cottbus–Berlin
- Rund um Dortmund

1938
- Meisterschaft von Zürich
- eine Etappe Tour de Suisse

1941
- Gesamtwertung Echarpe d’Or
- Gesamtwertung und vier Etappen Luxemburg-Rundfahrt

1958
- Weltmeisterschaft – Steherrennen
- Deutsche Meisterschaft – Steherrennen

1959
- Deutsche Meisterschaft – Steherrennen

## Bekannte Fahrer
- Walter Bucher
- Heinz Jakobi
- Jean Kirchen
- Willy Kutschbach
- Hans Martin
- Franz Neuens